# Tetragnathidae

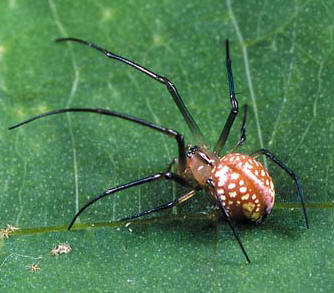
Okileucauge sasakii

Tetragnathidae este o familie de păianjeni. 

## Descriere
Principala caracteristică a acestei familii de păianjeni constă în lungimea, relativ, enormă a picioarelor și chelicerelor. Chelicerele sunt aproximativ de 4 ori mai mari decât la ceilalți păianjeni.

## Modul de viață
Acești păianjeni țes pânză rotundă cu un număr mic de raze și fire spiralate cu adeziune, relativ, slabă. 

Preferă zonele din apropierea apei, mlaștini și habitate umede. În timpul zilei își petrec timpul la nivelul solului, noapte se refugiază în copaci.

## Răspândire
Se întâlnește pe toate continentele, cu excepția  Arabiei Saudite, zonelor arctice și antarctice. 

## Sistematică
În prezent, familia cuprinde 47 de genuri și 947 specii. Genul Nephila a aparținut acestei familii, până în 2006, când a fost transferat în familia Nephilidae. 
- Subfamilia Leucauginae

- Azilia Keyserling, 1881
- Dianleucauge Song & Zhu, 1994
- Eryciniolia Strand, 1912
- Leucauge White, 1841
- Mecynometa Simon, 1894

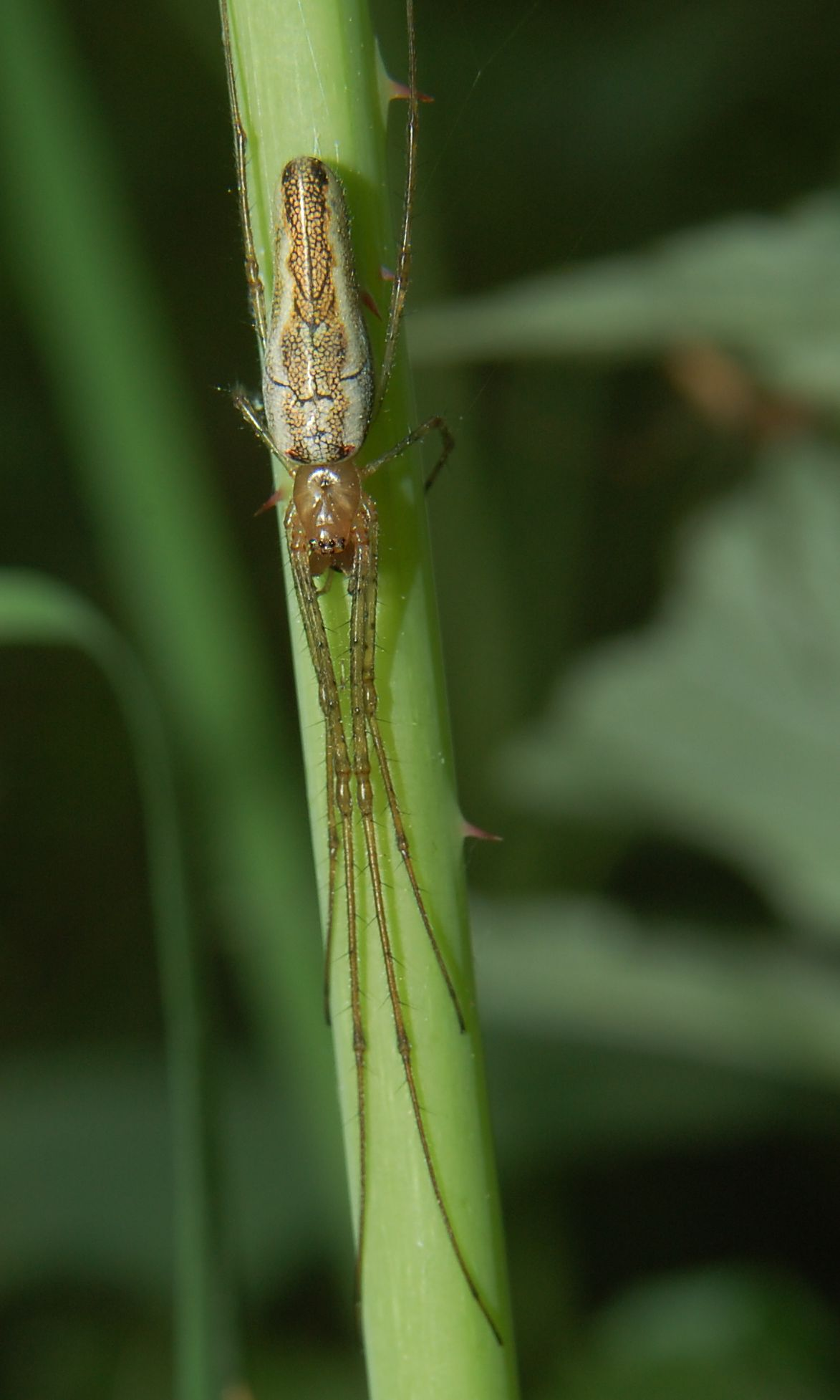
Tetragnatha montana

- Memoratrix Petrunkevitch, 1942 † (fosilă)
- Mesida Kulczyn'ski, 1911
- Nanometa Simon, 1908
- Okileucauge Tanikawa, 2001
- Opadometa Archer, 1951
- Pickardinella Archer, 1951
- Tylorida Simon, 1894

- Subfamilia Metinae

- Atelidea Simon, 1895
- Atimiosa Simon, 1895
- Chrysometa Simon, 1894
- Diphya Nicolet, 1849
- Dolichognatha O. P.-Cambridge, 1869
- Homalometa Simon, 1897
- Meta C. L. Koch, 1836
- Metabus O. P.-Cambridge, 1899
- Metargyra F. O. P.-Cambridge, 1903
- Metellina Chamberlin & Ivie, 1941
- Metleucauge Levi, 1980
- Nanningia Zhu, Kim & Song, 1997
- Parameta Simon, 1895
- Schenkeliella Strand, 1934
- Zygiometella Wunderlich, 1995

- Subfamilia Tetragnathinae Menge, 1866

- Agriognatha O. P.-Cambridge, 1896
- Antillognatha Bryant, 1945
- Cyrtognatha Keyserling, 1881
- Doryonychus Simon, 1900
- Dyschiriognatha Simon, 1893
- Glenognatha Simon, 1887
- Hispanognatha Bryant, 1945
- Mimicosa Petrunkevitch, 1925
- Mitoscelis Thorell, 1890
- Pachygnatha Sundevall, 1823
- Prionolaema Simon, 1894
- Tetragnatha Latreille, 1804

- incertae sedis

- Alcimosphenus Simon, 1895 (anterior era inclusă în Araneidae)
- Deliochus Simon, 1894 (anterior era inclusă în Nephilinae)
- Eometa Petrunkevitch, 1958 † (fosilă)
- Guizygiella Zhu, Kim & Song, 1997
- Leucognatha Wunderlich, 1992
- Macryphantes Selden, 1990 † (fosilă)
- Menosira Chikuni, 1955
- Neoprolochus Reimoser, 1927
- Orsinome Thorell, 1890
- Palaeometa Petrunkevitch, 1922 † (fosilă)
- Palaeopachygnatha Petrunkevitch, 1922 † (fosilă)
- Parazilia Lessert, 1938
- Pholcipes Schmidt & Krause, 1993
- Phonognatha Simon, 1894 (anterior era inclusă în Nephilinae)
- Priscometa Petrunkevitch, 1958 † (fosilă)
- Sancus Tullgren, 1910
- Sternospina Schmidt & Krause, 1993
- Theridiometa Petrunkevitch, 1942 † (fosilă)
- Timonoe Thorell, 1898
- Wolongia Zhu, Kim & Song, 1997

- Chickering, A.M. (1963). The Male of Mecynometa globosa (O. P.-Cambridge) (Araneae, Argiopidae). Psyche 70:180-183. PDF